# Cristo Cillerero o del Olivo
El Cristo Cillerero o Cristo del Olivo es una imagen de Jesús Crucificado del siglo XIII que se encuentra en la iglesia de San Juan de Rabanera en la ciudad de Soria (España).
La tradición dice que se trata de un Cristo templario y que procede del monasterio de San Polo situado a las orillas del río Duero y del que se conserva su iglesia, convertida en una vivienda particular.

## Historia
Existe una leyenda templaria, muy poco conocida, referida al Cristo templario. En tiempos de los árabes, éstos habían encerrado en una cilla o granero a unos prisioneros cristianos. Después de rogar para salir de allí, dibujaron en la pared la imagen de un crucificado. Esa misma noche se les apareció a todos en sueños aconsejándoles tener paciencia y resignación, ya que finalmente serían liberados. Al despertar comprobaron que habían tenido el mismo sueño, pero cansados como estaban dijeron que una cosa era predicar y otra dar trigo. Con el tiempo fueron liberados por los cristianos y la cilla se utilizó como granero, pero sucedió que nunca se agotaba el grano por muchos sacos que sacasen. Un día bajaron a la base de la cilla y descubrieron una estatua de un Cristo crucificado, que no era sino un milagro, puesto que era idéntico a la imagen que los prisioneros habían pintado.
Se cuenta que dijo: "¡Cuán olvidado me tenéis, aunque además de predicar os doy trigo!". El Cristo fue trasladado a San Polo.

## Descripción
La escultura del siglo XIII presenta a cristo con larga cabellera, cabeza ladeada y con tres clavos. La cruz en la que se halla clavado tiene forma de "Tau", pues en ella sólo se insinúa el travesaño superior vertical de la cruz y simula las ramas de un árbol, semejante a la figura de cristo denominada El Árbol, expuesta en la parroquia de San Andrés, en Torres del Río (Navarra).